# Al-Qadisiyah Football Club
El Al-Qadsiah Club de Fútbol (en árabe: نادي القادسية لكرة القدم‎, romanizado: nadi alqadisiat likurat alqadam, lit. 'Club de fútbol Al-Qadsiah') es un club de fútbol profesional de Arabia Saudita que compite en la Liga Profesional Saudí. Tiene su sede en Khobar, y su estadio es el مدينة الأمير سعود بن جلوي الرياضية (Ciudad Deportiva Príncipe Saúd bin Jalawi).

## Palmarés
- Liga Yello (4): 2002, 2009, 2015, 2024
- Copa del Príncipe de la Corona Saudí (1): 1992
- Copa Federación de Arabia Saudita (1): 1994
- Recopa de la AFC (1): 1994